# Subconscious Valentina
Subconscious Valentina è la ventiduesima storia a fumetti di Valentina, celebre personaggio creato da Guido Crepax. Dopo il trauma della serie di omicidi nella storia precedente, Valentina è tormentata dall'ossessione per il ritorno dei Sotterranei.

## Trama
A casa da sola, mentre ascolta della musica, Valentina nota una nuova, inquietante crepa nel soffitto. Quella notte, un sogno la tormenta: una mano di un Sotterraneo emerge dalla fessura, cercando di toccarla. Il giorno seguente, Philip minimizza la sua preoccupazione. Ma al ritorno dal lavoro, Valentina trova la porta di un armadio aperta e immagina di essere trascinata al suo interno dai Sotterranei.
Quando Philip rientra, Valentina scende in cantina per prendere delle riviste. Lì, altre crepe appaiono e le voci dei Sotterranei la chiamano da dietro le pareti. Trova una cassa contenente il cadavere di una donna Sotterranea, e subito viene accusata dagli altri di essere l'assassina. Philip la raggiunge e nota delle impronte di mani nere sul suo corpo. A casa, un altro Sotterraneo emerge dal muro, invitandola a tornare da loro la notte successiva. Mentre Valentina si prepara ad affrontare i Sotterranei e persino Ruth (la modella assassina dell'episodio precedente) in cantina, si sveglia bruscamente cadendo dal letto. La verità emerge quando nota le mani annerite di Philip: era lui il responsabile delle impronte, lasciate di proposito per distrarla dallo shock della serie di omicidi.

## Pubblicazioni
- Milano Libri (Valentina assassina?) marzo 1977
- RCS (Volume 8) 2007
- Salani (Storie di ordinaria follia) 2010
- Mondadori (Volume 17) 2015